# Glândula merócrina
Glândula merócrina é a classificação dada à glândulas na qual a secreção é liberada pela célula por meio de exocitose, sem perda de outro material celular como o seu citoplasma.